# Chadžimurad Kamalov
Chadžimurad Kamalov, in cirillico Хаджимурад Камалов (Daghestan, 11 febbraio 1965 – Machačkala, 15 dicembre 2011), è stato un giornalista russo.
Kamalov è stato ucciso a colpi di arma da fuoco nella capitale del Daghestan, una repubblica russa facente parte della Federazione Russa.
Il suo omicidio è stato subito messo in relazione con una lista di "otto giornalisti da uccidere" fatta circolare nel 2009 a Machačkala, da parte di anonimi,in cui era presente il nome di Kamalov. L'uccisione di questi giornalisti doveva essere la " vendetta per i poliziotti e i daghestani uccisi" dai ribelli islamici, per i quali Kamalov e gli altri giornalisti erano accusati di simpatizzare.
Kamalov documentava infatti le attività dei ribelli e aveva anche scritto sulla corruzione che albergava tra le file dell'esercito regolare del Daghestan
In Daghestan finora è stata mantenuta la libertà di stampa, al contrario della vicina Cecenia, governata da una dittatura.

## Lavoro
Kamalov aveva fondato il giornale Chernovik (cioè "libertà di parola"),,molto conosciuto per le inchieste sulla corruzione governativa in Dagestan.
Come dice una sua collega, Nadira Isayeva: "Chadžimurad aveva molti nemici. Non aveva paura di pronunciare il suo motto:'Un giornale non ha bisogno di amici'. Non era senza un certo coraggio. Lui poteva uscire per qualche incontro con certi banditi, poveri e mezzi assiderati, e tornare illeso. Amava investigare sulla corruzione. Molti di coloro che sono stati toccati dalle sue inchieste - alti funzionari pubblici, ufficiali di polizia e funzionari delle procure - avevano un passato di criminali, e anche un presente. Alcuni erano pericolosi, e non si sarebbero fatti problemi ad uccidere. Molte volte ha dovuto confrontarsi con i capi delle municipalità del Daghestan, e molti di questi erano banditi."
Quando il Chernovik navigò in cattive acque finanziarie, Kamalov si indebitò e offrì il suo appartamento come cauzione, nonostante il fatto che sua moglie e suo figlio vivessero lì dentro. Oltre a questo, dovette vendere parte dell'arredamento degli uffici, finché non riuscì a trovare nuovi fondi per il suo giornale.

## Uccisione
Kamalov è stato colpito con 8 colpi di arma da fuoco mentre usciva dalla sede del Chernovik a Machačkala..

## Reazioni
Tanya Lokshina, rappresentante dell'Human Rights Watch a Mosca, ha dichiarato: "L'uccisione di Kamalov è terribile, e avrà un effetto mostruoso sulle libertà di stampa in Daghestan. Lui aveva molti nemici a causa delle inchieste pubblicate dal Chernovik sulla corruzione e sulle trasgressioni compiute dai locali siloviki (le forze di sicurezza)."
Lokshina fa ricadere la colpa morale dell'omicidio sulle autorità russe che governano la regione: "Se anche ci fosse un movente privato tra le cause, l'omicidio è comunque stato possibile per l'atmosfera di completa impunità che le autorità russe hanno lasciato che attecchisse qui."
Il Committee to Protect Journalists con sede a New York, dichiara che "l'omicidio di Chadžimurad Kamalov [...] è un colpo letale alle libertà di stampa", aggiungendo che il suo omicidio è stato "una perdita enorme per il giornalismo indipendente del nord del Caucaso, l'area della Russia più pericolosa per i reporter". Il CPJ aveva consegnato il suo Premio per la libertà di stampa 2010 all'ex direttore del Chernovik Nadira Isayeva, così che la reputazione delle inchieste del giornale crebbe a livello internazionale. muckraker journalism
Magomedsalam Magomedov, presidente del Daghestan, dichiara: "Lui si era sempre esposto per l'unità e la pace, e portava avanti il dialogo [...] È una grande perdita non solo per il giornalismo, ma per la Repubblica tutta."